# Стара Гнилиця
Стара Гнили́ця (в минулому — Іванівка) — село в Україні, у Малинівській селищній громаді Чугуївського району Харківської області. Населення становить 799 осіб. Колишній орган місцевого самоврядування — Старогнилицька сільська рада.

## Географія
Село Стара Гнилиця знаходиться на березі річки Гнилиця ІІ, у Старогниличанського водосховища. Вище за течією на відстані 4 км розташоване село Ртищівка, нижче за течією примикає село Скрипаї.
Через село проходить залізниця, є зупинний пункт 20 км.

## Історія
Село засноване в 1701 році.. На початку називалося Іванівкою.
За даними на 1864 рік у власницькому селі Гнилиця Шелудківської волості Зміївського повіту, мешкало 1201 особа (579 чоловічої статі та 622 — жіночої), налічувалось 105 дворових господарств, існували православна церква та винокуренний завод, відбувалось 2 ярмарки на рік.
Станом на 1914 рік кількість мешканців зросла до 1403 осіб.

## Економіка
- Молочно-товарна ферма.
- «Надія», агрофірма, ТОВ.
- Фермерське господарство «Дружба».

## Об'єкти соціальної сфери
- Школа.
- Будинок культури.
- Фельдшерсько-акушерський пункт.

## Відомі люди
Литвинов Василь Іларіонович (1(14).01.1911 — 26.10.1984) — уродженець села, учасник Другої світової війни, старшина, повний кавалер ордена Слави (І ст. — 10.04.1945, ІІ ст. — 09.09.1944, ІІІ ст. — 23.12.1943). Інші нагороди: два ордени Червоного Прапора (14.05.1945, 31.05.1945), орден Вітчизняної Війни І ст. (18.10.1944), орден Червоної Зірки (05.07.1944), кілька медалей.